# W60 (核彈頭)
W60是非現役核武器系統。它設計作為美國海軍遠程RIM-50空對地導彈系統的超小核彈頭。
W60的研發的1959年開始，一些發射安全問題推遲了XW-60的研發。RIM-50空對地導彈系統自身遇到了更困難的研發問題，尤其是在探測、火控雷達與系統的大小和重量方面。至1963年底，RIM-50空對地導彈系統被取消，而W60的研發亦在1964年3月終止。